# Gottfried Herold
Gottfried Herold (* 8. Mai 1929 in Weißbach bei Pulsnitz, Oberlausitz; † 17. August 2019 in Dresden) war ein deutscher Schriftsteller und Lyriker. Bekannt wurde er insbesondere als Kinderbuchautor.

## Leben
Herold wurde 1929 als Sohn eines Orthopädieschuhmachermeisters und einer Näherin im Oberlausitzischen geboren. Bis 1955 arbeitete er zunächst als technischer Zeichner, bevor er sich einer Karriere als Schriftsteller und Journalist zuwendete.
1955 erschien mit Hoffnung kocht in den Retorten eine historisch-biographische Erzählung über Justus von Liebig. Im folgenden Jahr folgte mit Entdeckung neuen Lichtes eine historisch-biographische Erzählung über Wilhelm Conrad Röntgen. Im gleichen Jahr erschien mit Der Eselsjunge von Panayia eine erste lyrische Erzählung. 1961 wurde das Kinderbuch Der berühmte Urgroßvater veröffentlicht, das später wiederholt neu aufgelegt wurde. Bis Mitte der 1970er Jahre erschienen zahlreiche weitere Kinderbücher.
Ab 1956 war er Redaktionsmitglied der Sächsischen Zeitung in Dresden. Im Deutschen Schriftstellerverband war er Vorsitzender im Bezirk Dresden. 1961 wurde er mit der Erich-Weinert-Medaille ausgezeichnet; 1969 erhielt er den Martin-Andersen-Nexö-Kunstpreis der Stadt Dresden und wurde mit dem Vaterländischen Verdienstorden in Bronze ausgezeichnet. Von 1970 bis 1971 studierte er am Literaturinstitut „Johannes R. Becher“ in Leipzig.
Herold war mit der Schriftstellerin Annemarie Herold (geb. Hunger, * 1924) verheiratet, die auch unter dem Pseudonym Heide Wendland gemeinsam mit ihrem Mann einige Bücher veröffentlichte.

## Werke
- Hoffnung kocht in den Retorten, Berlin 1955
- Entdeckung neuen Lichtes, Berlin 1956
- Der Eselsjunge von Panayia, Berlin 1959
- Die Gewittermacher, Berlin 1960
- Der berühmte Urgroßvater, Berlin 1961
- Das gläserne Rätsel, Berlin 1964
- Der rothaarige Widerspruch, Berlin 1964
- Auswahl 67, Dresden 1967
- Juliane und der Ferienbär, Weimar 1967
- Entdeckungen eines Naiven, Berlin 1969
- Glückspilz, Berlin 1970 (zusammen mit Heide Wendland)
- Die Zauberbude, Berlin 1970 (zusammen mit Gerhard Lahr)
- Die Giraffe Emma Langbein, Berlin 1971 (zusammen mit Gerhard Lahr)
- Die himmelblaue Sommerbank, Berlin 1973
- Männer mit großen Ohren, Berlin 1974
- Der Silvesterhund, Berlin 1975 (zusammen mit Konrad Golz)
- Folgen sie mir unauffällig oder Streit um Struwwelpeter, Berlin 1976
- Die Katze mit den grünen Punkten, Berlin 1976
- Schlappko, Niederwiesa 1976 (zusammen mit Brigitte Schleusing)
- Das kleine Sammelsurium, Niederwiesa 1977 (zusammen mit Erich Gürtzig)
- Der Marmeladenkater, Niederwiesa 1977 (zusammen mit Aini Teufel)
- Die ausgezeichnete Oma, Berlin 1978
- Die Hunkus schrein am Raklohami, Berlin 1978
- Komm mit, steig ein!, Berlin 1978 (zusammen mit Ute Hipfel)
- Ich sammle Spaß in meine Mütze, Berlin 1979
- Landung auf dem Fußballplatz oder Was willst du werden?, Berlin 1979
- Der Honigpflaumenbaum, Niederwiesa 1980 (zusammen mit Gertrud Zucker)
- Meine rätselhaften Tiere, Berlin 1980 (zusammen mit Albrecht von Bodecker)
- Guten Tag, Herr Böttger, Meißen 1982
- Die Maus Susanne, Berlin 1982 (zusammen mit Gerhard Rappus)
- Die Eisenbude oder Die Verlobung des Figaro, Rudolstadt 1985
- Ein wunderbunter Schmetterling, Berlin 1985 (zusammen mit Hajo Blank)
- Der Frosch, der an den Mond anstieß, Berlin 1987 (zusammen mit Gerhard Rappus)
- Mein Emil heißt Dackel, Berlin 1987
- Die Riesenmaus, Halle 1987 (zusammen mit Barbara Henniger)
- Die Schrippenfee, Berlin 1988
- Der Igel und die dicke Kuh, Berlin 1989 (zusammen mit Klaus Vonderwerth)
- Ein verflucht schönes Nest, Berlin 1989 (zusammen mit Heide Wendland)
- Der Geburtstagskuchen, Berlin 1991 (zusammen mit Thomas Müller)
- Der Donnerstagslöwe, Berlin [u. a.] 1994 (zusammen mit Rainer Schubert)
- Oma Zippels Zoo, Leipzig 1994 (zusammen mit Konrad Golz)
- Die Glücksmaus, Leipzig 1995 (zusammen mit Konrad Golz)
- An Zensi und andere, Berlin 1999
- Komm, wir wolln im Regen gehen, Berlin 2000
- Das automatische Kamel, Weinheim [u. a.] 2003
- Kapriolen, Jacobsdorf 2005
- Gewöhnung an die Stille, Dresden 2006
- Maler Hoppelmann, Leipzig 2006 (zusammen mit Gerhard Lahr)
- Fusselblusch, Dresden 2007 (zusammen mit Konrad Golz)
- Gageline Hustensaft, Dresden 2007 (zusammen mit Jutta Mirtschin)
- Das Haus aus Spaß, Dresden 2007 (zusammen mit Gertrud Zucker)
- Mein liebes Kind, Dresden 2007 (zusammen mit Gitta Kettner)
- Das Schnäppchen, Dresden 2007 (zusammen mit Christian Ruff)
- Der Schneemann im Himmelbett, Dresden 2007 (zusammen mit Karl-Heinz Appelmann)

## Herausgeberschaft
- Unser Ehrenpräsident, Dresden 1964
- Ein junger Kater wünscht sich Mäuse, Berlin 1983
- Der Mäuserich vom Königstein, Berlin 1996